# Òscar Samsó i Ardèbol
Òscar Samsó i Ardèbol (Caldes de Montbui, 15 d'octubre de 1914 - Martorelles, 2008) va ser un poeta i professor universitari català.
Es llicencia en Dret i en Filosofia (Secció de Clàssiques) a la Universitat Autònoma de Barcelona el juny de 1936. En esclatar la Guerra Civil espanyola és empresonat, per error, a la Model de Madrid, d'on el treu el seu company Bartomeu Rosselló-Pòrcel, amb qui estava en el moment de la seva detenció. Se'l creu mort al front, i el seu amic Joan Vinyoli li dedica el poema "A un poeta jove que suposàvem mort a la guerra, fora de la pàtria".
Fou deixeble de Carles Riba a la universitat i a la Fundació Bernat Metge. Professor encarregat de la càtedra de grec de l'Institut d'Alcoi i director de l'Institut Milà i Fontanals de Barcelona.

## Obra
- La tarda fuig i amb ella el dia. Sonets. Editorial Eumo, "Les Quatre Estacions", 1987. Pròleg de Joan Teixidor.
- Tríptic. Gossos, Masies, Cucut. Autopublicat, 1995.
- Riera de Caldes i altres poemes. Obra poètica completa d'Òscar Samsó. Editorial Mediterrània, 2002.